# Louis-Télesphore Galouzeau de Villepin
Louis-Télesphore Galouzeau de Villepin, né à Paris le 4 mai 1822 et mort dans la même ville le 31 décembre 1888, est un sculpteur et maquettiste français.

## Biographie
Louis-Télesphore Galouzeau de Villepin naît le 4 mai 1822 à Paris où il meurt le 31 décembre 1888. Il est le fils de Charles-Télesphore Galouzeau de Villepin (1797–1852) et de Julie Florence Châteaux (1797–1878).
Il est inhumé à Paris dans la 6e division du cimetière du Montparnasse. Sa sépulture, élevée par la Société de secours mutuel des sculpteurs praticiens et ornemantalistes, est ornée d'un buste en bronze par Michel Keyser en 1881.

## Œuvre
- Paris, Cité de l'architecture et du patrimoine : maquette de la cathédrale Notre-Dame de Paris.